# Шевырёвка (Саратовский район)
Шевырёвка — село в Саратовском районе Саратовской области России. С 1 января 2022 года входит в состав городского округа Саратова.

## История
Датой основания населённого пункта, села Шевырёвка, считается 1860 год. Имя первого владельца этой местности Петра Сергеевича Шевырева, Саратовского губернского предводителя, проживавшего в конце XVIII - начале XIX века и дало название новому поселению людей. Затем владение перешло к Степану Петровичу Шевыреву - известному литературному критику. В то время в селе насчитывалось всего 60 дворов. На реке Елшанка была возведена плотина, которая образовала самый большой в Саратовском районе Шевырёвский пруд. Село стало значительно увеличиваться в 70-е и 80-е годы прошлого XX века.
Колхоз "Красноармеец" был организован при советской власти и проработал до 1950-х годов. Вместо земской школы в Шевырёвке открылась начальная, работавшая затем в статусе восьмилетки до 1970-х годов. Именно тогда в Тарханах построили новую среднюю школу. Постепенно село почти слилось с поселком, который возник при железнодорожной станции Тарханы.

## Физико-географическая характеристика
Село расположено на севере Саратовского района, на берегах Шевыревского водохранилища и реки Мордова. Расстояние до областного центра составляет 32 км. С областным центром посёлок связан автотрассой Р228, регулярным автобусным и железнодорожным сообщением. Электропоезд от станции Тарханы до Саратова направляется четыре раза в день.  
Климат
Климат умеренно-холодный. Наблюдается значительное количество осадков, даже в самый засушливый месяц (согласно классификации климатов Кёппена — Dfa). Среднегодовая температура в селе Шевырёвка — 6,6 °C. Среднегодовая норма осадков — 453 mm. Наименьшее количество осадков выпадает в марте и составляет 26 mm. Наибольшее количество осадков выпадает в июле, в среднем 44 mm.
| Показатель                            | Янв. | Фев. | Март | Апр. | Май  | Июнь | Июль | Авг. | Сен. | Окт. | Нояб. | Дек. | Год |
| ------------------------------------- | ---- | ---- | ---- | ---- | ---- | ---- | ---- | ---- | ---- | ---- | ----- | ---- | --- |
| Средняя температура, °C               | −9,9 | −9,4 | −3,7 | 8,3  | 16,1 | 20,6 | 22,6 | 20,9 | 14,8 | 6,7  | −1,2  | −6,6 | 6,6 |
| Норма осадков, мм                     | 41   | 28   | 27   | 26   | 36   | 43   | 44   | 44   | 41   | 36   | 44    | 43   | 453 |
| Источник: Шевыревка (норма 1982-2012) |      |      |      |      |      |      |      |      |      |      |       |      |     |

Часовой пояс
село Шевырёвка, как и вся Саратовская область, находится в часовой зоне МСК+1. Смещение применяемого времени относительно UTC составляет +4:00.
Уличная сеть
В Шевырёвке восемь улиц и два переулка.Также к селу относятся территории 22 садово некоммерческих товариществ.

## Население
| 2002 | 2010  |
| ---- | ----- |
| 1099 | ↗1124 |

На 1 января 2019 года в селе проживали 1094 человека, насчитывалось 375 дворов.

## Экономика
В границах населённого пункта работают семь предприятий розничной торговли и одна аптека. Осуществляют свою деятельность управляющая компания "Стандард-С", филиал отделения ПАО Сбербанк, ветеринарный участок и представительство телекоммуникационной компании "Ростелеком".
Свою деятельность ведут семь крестьянско-фермерских хозяйств, специализирующихся, в основном, на растениеводстве. Фермерское хозяйство Елены Демидовой занимается разведением и откормкой крупного рогатого скота молочного направления.   

## Инфраструктура
На территории села осуществляют свою деятельность:
- детский сад "Тополёк"[9],
- дом досуга,
- библиотека, книжный фонд которой составляет 5710 экземпляров, оформлена подписка на 18 наименований периодических изданий. Пользуются учреждением 500 человек[10];
- врачебная амбулатория[11].

Дети школьного возраста посещают общеобразовательное учреждение на станции Тарханы.  
Село газифицировано полностью, из 375 дворов в 369 хозяйствах имеется газ. 105 абонентов в селе пользуются стационарной телефонной связью.

## Достопримечательности
- Парк "Аллея Славы", на территории которого установлен памятник воинам землякам погибшим в Великую Отечественную войну.

## Фотогалерея

### Село на фотографиях
- Виды села
- Детский сад
- Памятник воинам-освободителям
- Дом культуры
- Администрация
- Детская игровая площадка